# Georges Monéger
Georges Monéger (alias : "Jo"), né à Bourges le 2 avril 1920, fusillé à Bourg-Lastic le 1er août 1944. Résistant français membre de l'Armée secrète de Haute-Corrèze.

## Jeunesse
Fils de mécanicien garagiste, Georges Monéger est né le 2 avril 1920 à Bourges dans le Cher. Il travaillera par la suite comme mécanicien, au garage de son père Léon Monéger à Neuvic en Corrèze.

## L'Occupation
Il sort des chantiers de jeunesse en octobre 1941 et, dès sa libération, devient le chef d'un groupe de jeunes gens qui manifestent leur opposition aux Allemands et au gouvernement de Vichy en rédigeant et distribuant des tracts, en collant des papillons ou en lacérant les affiches collaborationnistes.
Le 14 juillet 1942, avec deux camarades, il repeint aux couleurs françaises le panneau de la Légion et y dessine un V et une croix de Lorraine. Arrêté par la gendarmerie, il est relâché faute de preuves. 
Bientôt, il entre en contact avec le mouvement Combat et crée le premier groupe organisé de jeunes résistants à Neuvic en Corrèze. La même année, il prend contact personnellement avec Martial Brigouleix, chef départemental de l'Armée secrète (AS) pour la Corrèze.
Georges Moneger aide également son père, agent du réseau "Alliance", à transporter et cacher des patriotes évadés des prisons de Vichy ; c'est ainsi qu'il rencontre Claude Hettier de Boislambert, Antoine Bissagnet et le général Cochet.

## Maquis et Résistance
Dès le début de 1943, après avoir fait campagne contre le STO, il organise le premier groupe de maquis de la Corrèze à Lamazière-Basse et fait fonctionner avec l'aide d'amis dévoués un système de ravitaillement direct. À la suite d'un incendie, le camp est déménagé et installé à Saint-Merd-de-Lapleau. Le 15 juin 1943, le camp est attaqué par les Groupes mobiles de Réserve (GMR). Georges Moneger vient en aide aux rescapés et les ramène en camionnette à Neuvic. Après de nouvelles recherches, il installe son camp dans les gorges de Vermillard et en assure le ravitaillement. Entre-temps, il transporte des armes qu'il distribue à ses hommes.
Le 11 août 1943, il échappe de justesse à la Gestapo qui perquisitionne chez lui pour la première fois.
Par l'intermédiaire d'un ami, il entre en contact avec le réseau "Vélite-Thermopyles" et camoufle des réfractaires de la région parisienne. Il est le chef incontesté du camp de réfractaires auquel il donne une structure paramilitaire. Il fait placer des bombes chez les principaux collaborateurs de la région et les gros trafiquants du marché noir.
Le 19 octobre 1943, il échappe de justesse à la seconde visite de la Gestapo à son domicile et tandis que sa famille se réfugie à Bourges, il demeure sur place pour poursuivre son œuvre. Contraint de se cacher le jour, il poursuit ses activités la nuit. À la fin de 1943, trois agents de la Gestapo sont fusillés sous ses ordres, il reçoit des parachutages à Peyzerange et Champied. Il dirige le sabotage de la ligne haute-tension de Marèges et en fait évader des prisonniers russes qui viennent grossir les rangs de son maquis.

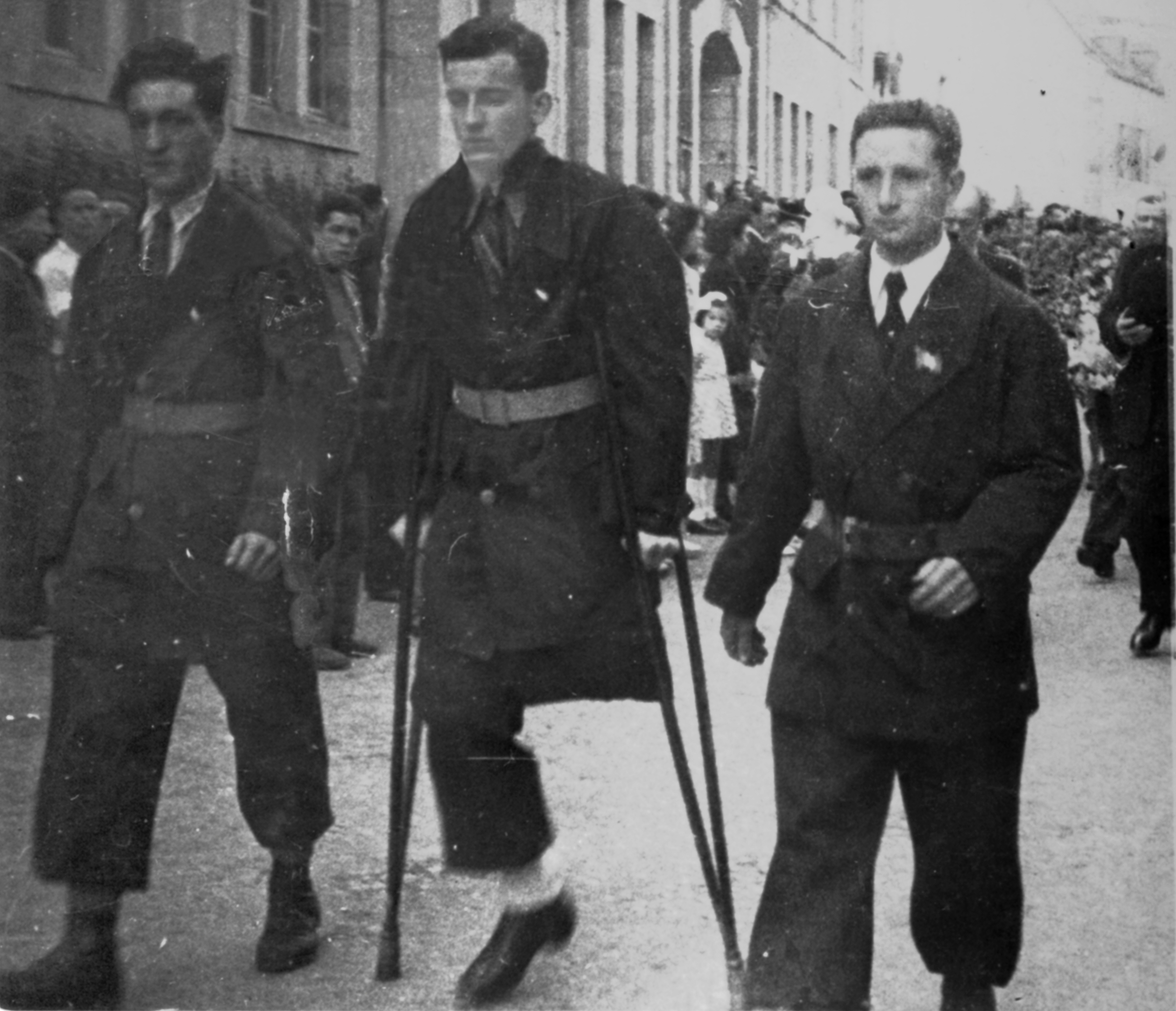
Défilé du 14 juillet 1944 à Neuvic. De gauche à droite : Noël "Nono" Mercier, Robert Artiges et Georges Monéger

La mort de son père le place à la tête de l'Armée secrète de Neuvic le 18 janvier 1944.
Le 3 juin 1944, son camp est attaqué par les SS et Moneger en conduit le décrochage. Avec le débarquement de Normandie, il devient un des plus efficaces agents de liaison de la Région et se rend à deux reprises dans le Cantal pour prendre contact et ramener les membres de la mission Benjoin. Il participe à l'attaque de Marèges et, le 8 juin assiste au parachutage de Thalamy. Son activité durant cette période devient particulièrement intense.
Le 14 juillet 1944, il défile en tête à Neuvic d'Ussel pour la Fête nationale.
Le 31 juillet, il est arrêté à Neuvic par les Allemands qui investissent les lieux. Transporté à Ussel où il passe la nuit avec d'autres prisonniers ; on lui propose de s'évader, ce qu'il refuse pour ne pas attirer de représailles sur ses codétenus.
Georges Moneger est fusillé le 1er août 1944 à Bourg-Lastic. Il a été inhumé à Neuvic.

## Décorations
- Chevalier de la Légion d'honneur
- Compagnon de la Libération à titre posthume par décret du 20 Janvier 1946
- Croix de guerre 1939–1945